# 테라 노바 (드라마)

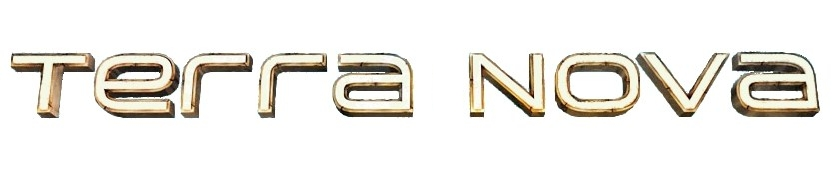

테라노바(Terra Nova)는 미국의 13부작 드라마이다.

## 줄거리
2149년 지구에서는 더 이상 생명체가 살 수 없다. 인간은 선사시대와 현재를 잇는 타임머신을 발견하고 태초의 지구로 돌아간다.

## 출연
- 제이슨 오마라
- 스티븐 랭
- 셸리 콘
- 랜던 리부아론
- 크리스틴 애덤스

## 같이 보기
- 아바타 (2009년 영화)